# 深江丸
深江丸（ふかえまる）は、神戸大学が所有し、神戸大学大学院海事科学研究科が使用する練習船である。
以前は、 神戸商船大学建造の実習船をⅠ世として数えていましたが、神戸大学海事博物館では戦前の汽艇深江丸を1世とし、最後の深江丸をⅣ世としています。

## 歴代
深江丸(Ⅰ世)　昭和2(1927)年1月進水 総トン数30トン 戦前、神戸高等商船学校において建造された汽艇の実習船です。
深江丸(Ⅱ世)　昭和33(1958)年2月進水　於:林兼造船所 (下関市)　昭和33(1958)年3月竣工　総トン数150トン　全長32m　航海速力10ノット
深江丸(Ⅲ世)　昭和43(1968)年2月進水 於:三保造船所 (清水市)　昭和43(1968)年3月竣工　総トン数361トン　全長37m　航海速力 10.7ノット

## 略歴
深江丸 (Ⅲ世)代船として三井造船玉野事業所で建造され、1987年10月14日に竣工した。竣工時は神戸商船大学の附属練習船であったが、神戸大学との統合により、2003年から神戸大学海事科学部による運用となり、2007年以降は神戸大学大学院海事科学研究科が運用を行っている。また、文部省（後に文部科学省）の所有であったが、国立大学の法人化により2004年以降は神戸大学の所有となる。
練習船機能・探査観測船機能・災害支援機能を有する多機能練習船「海神丸」が「深江丸」の代替船として、2020年に三井E&S造船に発注され、その役割を終える。

## 特徴
神戸大学の乗船系学生および非乗船系学生の3泊4日程度の実習や各種実験を行っている。また、他学部、他大学、企業などの研修も行っている。実験や研究開発用に、光ファイバーによる船内LANおよびデータ処理システムを搭載している。